# Projekt 22800
Projekt 22800 Karakurt je třída korvet námořnictva Ruské federace. Do roku 2018 byla objednána stavba celkem 17 korvet této třídy. Korvety ve službě nahradí například vyřazované fregaty Projektu 1135M (třída Krivak II). Do roku 2024 bylo dokončeno pět plavidel.
Roku 2016 byla představena exportní verze korvet, nesoucí označení Projekt 22800E (Karakurt-E). V roce 2019 Rusko uvedlo, že na základě této třídy vyvine novou generaci protiponorkových korvet. V roce 2024 bylo oznámeno, že loděnice Pella a Centrální konstrukční kancelář Almaz (CKB Almaz) na základě korvet této třídy vyvíjejí hlídkovou loď pro Ruskou pobřežní stráž. Plavidla mají nést odlišnou výzbroj a být vybaveny přistávací plochou pro vrtulník.

## Stavba

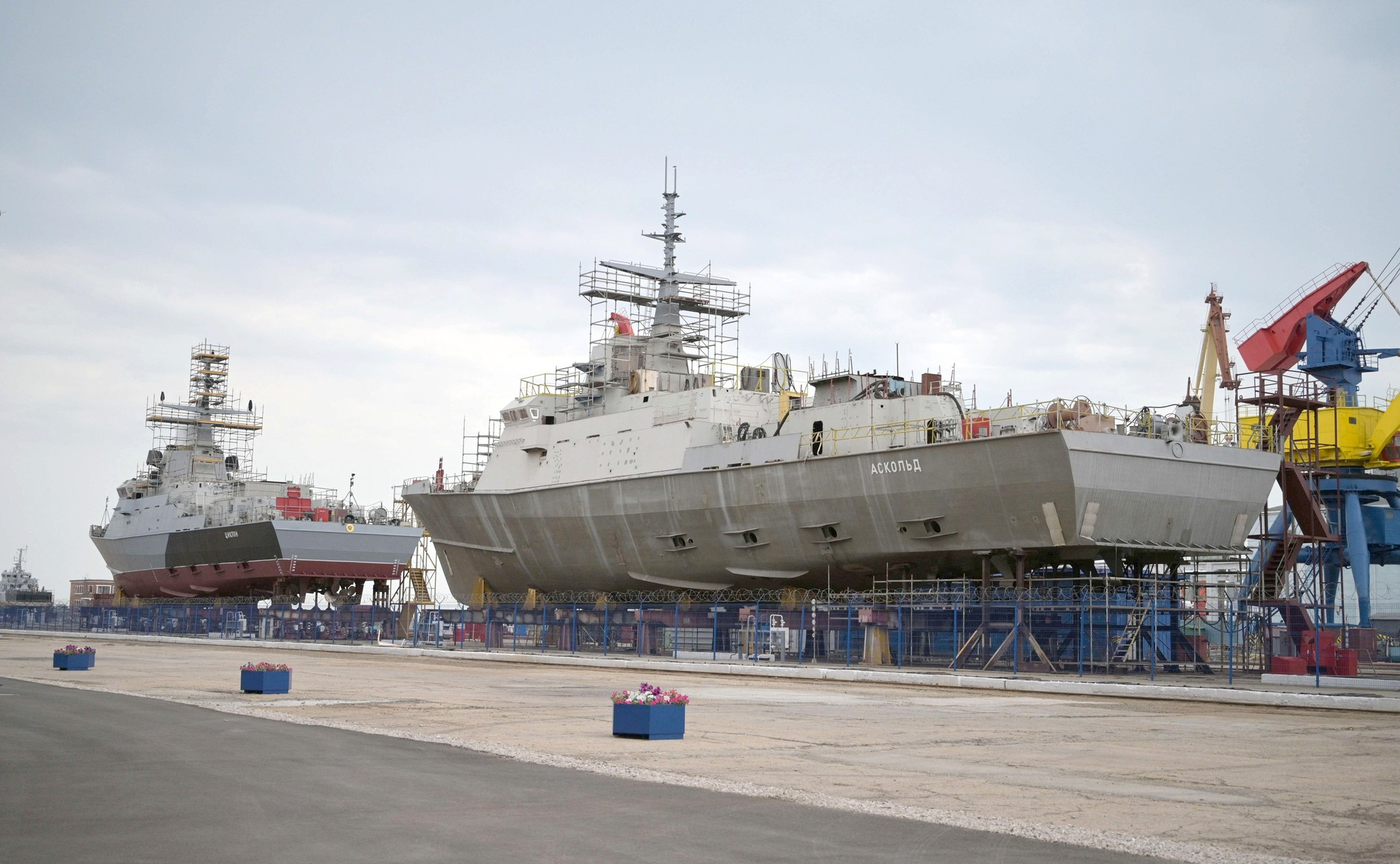
Dvě korvety projektu 22800 během stavby. V popředí Askold.

Informaci o plánované stavbě nové třídy korvet uvedl poprvé v dubnu 2015 náměstek ruského ministra obrany Jurij Borisov. Třídu vyvinula ruská Centrální konstrukční kancelář Almaz (CKB Almaz). Kontrakt na stavbu sedmi kusů první série této třídy získala loděnice Pella v Petrohradu. Kýly prvních dvou plavidel byly v loděnici Pella založeny v prosinci 2015. Jejich přijetí do služby je plánováno na roky 2017–2018. Do konce roku 2016 loděnice Pella rozestavěla celkem čtyři korvety.
Kontrakt na stavbu šesti kusů druhé série získala loděnice Morje ve Feodosiji na Krymu. První plavidlo loděnice Morje (a třetí celkově) bylo rozestavěno v květnu 2016. Je to první zakázka od ruského ministerstva obrany, kterou krymské loděnice získaly od anexe Krymu Ruskem.
Dne 5. srpna 2016 získala loděnice Zelenodolský závod imeni A. M. Gorkého zakázku na stavbu pěti korvet projektu 22800. Produkci tří z nich následně svěřil loděnici Zaliv v Kerči.
V srpnu 2018 byla na veletrhu Army-2018 podepsána objednávka na stavbu čtyř dalších korvet v loděnici v Komsomolsku na Amuru. Dodány mají být do roku 2026.
Jednotky projektu 22800:
| Jméno     | Loděnice    | Založení kýlu      | Spuštěna           | Vstup do služby    | Status |
| --------- | ----------- | ------------------ | ------------------ | ------------------ | --- |
| Mytišči   | Pella       | 24. prosince 2015  | 29. července 2017  | 17. prosince 2018  | Do března 2018 Uragan, aktivní |
| Sovětsk   | Pella       | 24. prosince 2015  | 24. listopadu 2017 | 12. října 2019     | Do března 2018 Tajfun, aktivní |
| Odincovo  | Pella       | 29. července 2016  | 5. května 2018     | 21. listopadu 2020 | Do března 2018 Škval, aktivní |
| Burja     | Pella       | 24. prosince 2016  | 23. října 2018     |                    | ve stavbě |
| Kozelsk   | Morje       | 10. května 2016    | 9. října 2019      |                    | Do března 2018 Štorm, ve stavbě |
| Ochotsk   | Morje       | 17. března 2017    | 29. října 2019     |                    | ve stavbě |
| Vichr     | Morje       | 19. prosince 2017  | 13. listopadu 2019 |                    | ve stavbě |
| Ciklon    | Zaliv       | 26. července 2016  | 24. července 2020  | 12. července 2023  | V noci 19. května 2024 údajně potopena v přístavu Sevastopol. Dle vyjádření Ukrajiny korvetu zasáhly dvě balistické rakety ATACMS. Potopení plavidla potvrdili ruští vojenští blogeři. |
| Askold    | Zaliv       | 18. listopadu 2016 | 21. září 2021      |                    | ve stavbě, poškozena ukrajinským útokem 4. listopadu 2023. |
| Amur      | Zelenodolsk | 30. července 2017  | 26. prosince 2022  | 26. srpna 2024     | aktivní |
| Tuča      | Zelenodolsk | 26. února 2019     | 30. června 2023    | 21. prosince 2024  | aktivní |
| Tajfun    | Zelenodolsk | 11. září 2019      | 7. května 2024     |                    | ve stavbě |
| Ržev      | Amur        | 1. července 2019   | 27. září 2023      |                    | ve stavbě |
| Udomlja   | Amur        | 1. července 2019   | 27. září 2023      |                    | ve stavbě |
| Ussurijsk | Amur        | 26. prosince 2019  |                    |                    | ve stavbě |
| Pavlovsk  | Amur        | 29. července 2020  |                    |                    | ve stavbě |

## Konstrukce

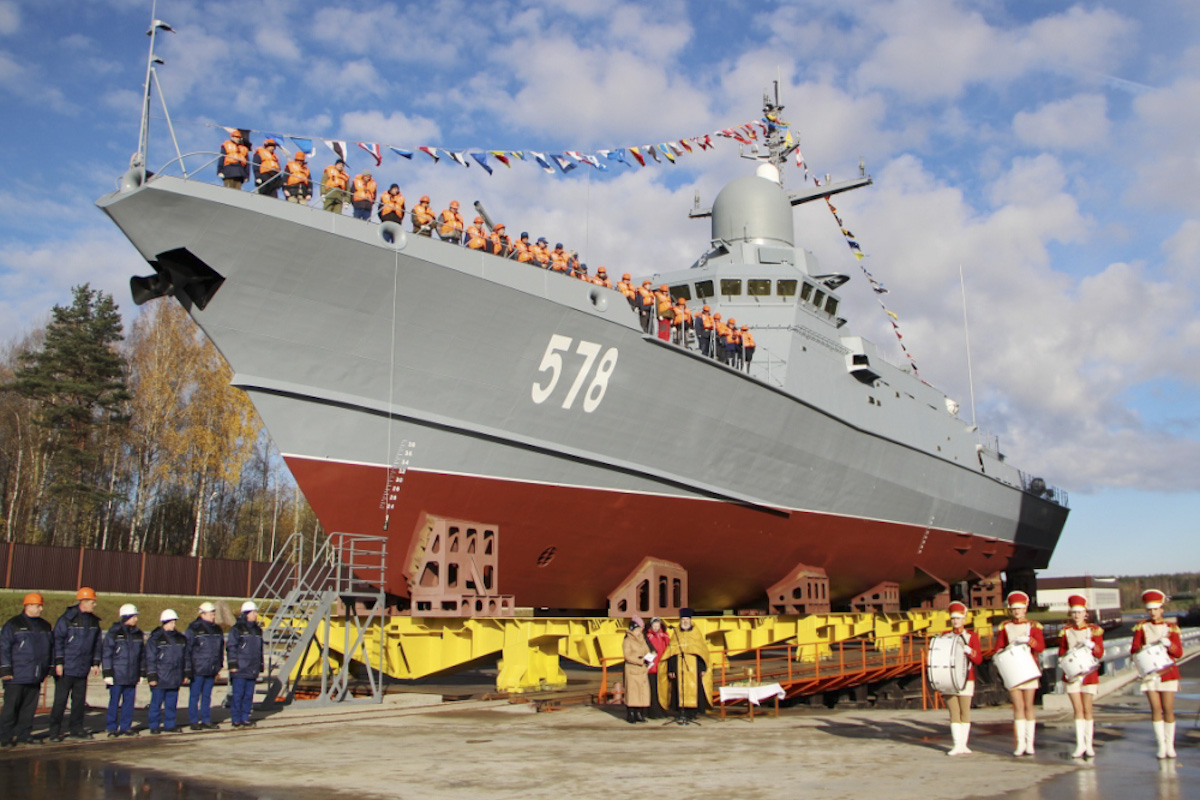
Korveta projektu 22800

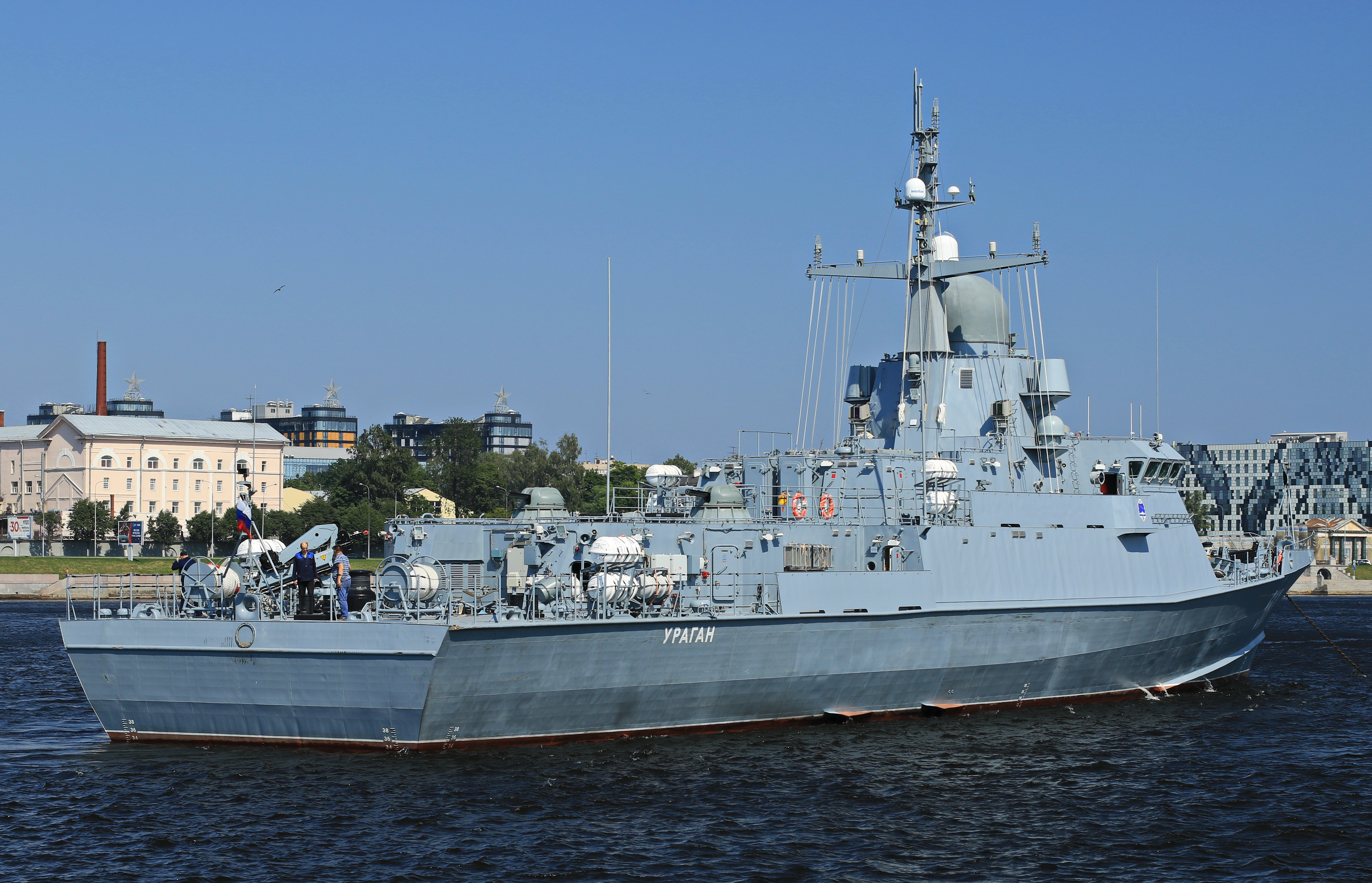
Korveta Uragan

Plánovanou výzbroj prvních dvou jednotek tvoří jeden 76mm kanón AK-176, dva 30mm kanóny AK-630M a vertikální odpalovací zařízení UKSK pro osm protilodních a protizemních řízených střel Kalibr. Nejvyšší rychlost přesáhne 30 uzlů. Dosah je 3000 námořních mil.

### Modernizace
Od třetí jednotky Odincovo kanóny AK-630M nahradí hybridní komplet systému Pancir-M (verze známého systému Pancir-S1) kombinující dva 30mm kanóny a protiletadlové řízené střely. Systém může postřelovat až čtyři cíle současně.